# Amundsenvillan
Amundsenvillan är en tvåvåningsbyggnad i trä i Ny-Ålesund i Svalbard, som byggdes omkring 1918 som den första bostaden för sommarbesök av direktörerna för gruvföretaget Kings Bay AS.
Amundsenvillan har sitt namn efter polarforskaren Roald Amundsen, som två gånger bodde i huset och hade huvudkvarter där, dels 1925 i samband med ett misslyckat försök att nå Nordpolen med de två Dornier-flygbåtarna N-24 och N-25 från Ny-Ålesund, dels våren 1926 i samband med förberedelser att tillsammans med Umberto Nobile flyga till Nordpolen med luftskeppet Norge.
Huset låg vid tiden för uppförandet för sig självt något sydost om övrig bebyggelse. 
Huset var under 1930-talet "Nordpol Hotel" och "Nordpol bar" och efter andra världskriget bland annat sjukstuga och tandläkarklinik, innan det grundligt restaurerades 2011. Vid restaureringen återställdes andra våningen till chefsbostad, medan bottenvåningen inreddes som representationslokaler för Kings Bay AS i stil med 1930-talets hotell- och barperiod.